# Antillentaube
Die Antillentaube (Patagioenas squamosa, Syn.: Columba squamosa), auch Rotnackentaube oder Portorico-Taube genannt, ist eine Art der Taubenvögel. Sie kommt ausschließlich in der Karibik vor.

## Erscheinungsbild
Die Antillentaube erreicht eine Körperlänge von bis zu 41 Zentimetern. Es ist damit eine verhältnismäßig große Taube. Ein Geschlechtsdimorphismus ist nicht vorhanden.
Das Körpergefieder der Antillentaube ist ein dunkles Schiefergrau. Kopf und Brust sind verglichen mit dem übrigen Körpergefieder etwas heller und weisen einen weinroten Schimmer auf. Die Federn der Halsseiten und des Nackens sind weinrot mit dunklen Säumen. Das Nacken- und Halsseitengefieder wirkt dadurch deutlich geschuppt. Der Schnabel ist an der Basis rötlich und hellt zur Spitze hin auf. Die Füße sind dunkelrot. Antillentauben haben auffallende Augenringe, die von Orange bis leuchtend Rot variieren.

## Verbreitung und Lebensraum
Die Antillentaube kommt auf den Großen Antillen mit Ausnahme von Jamaika, auf den Jungferninseln sowie den Kleinen Antillen vor. Es ist eine lokal häufige Art, die vor allem in Primärwald vorkommt. Sie wird jedoch in einigen Teilen ihres Verbreitungsgebietes stark bejagt und unterliegt der Gefahr, regional ausgerottet zu werden. Auch Habitatveränderungen und die Umwandlung von Wald in Agrarflächen wirken sich auf den Bestand aus. Auf Aruba wurde sie beispielsweise das letzte Mal 1973 beobachtet.
Als Lebensraum bevorzugt die Antillentaube das Berg- und Hochland sowie Plantagen. In den flachen Küstengebieten wird sie nur verhältnismäßig selten beobachtet.

## Lebensweise
Die Antillentaube ist eine verhältnismäßig scheue Taube, die in ihrer Lebensweise an Bäume gebunden ist. Sie kommt nur verhältnismäßig selten auf den Boden, um dort Sämereien aufzunehmen. Zu ihrem Nahrungsspektrum zählt eine große Bandbreite von Früchten, Beeren und Samen. Sie frisst außerdem Knospen und Blätter sowie kleine Schnecken. Die Antillentaube ist überwiegend ein Standvogel. Zu Wanderungen kann es auf Grund von Nahrungsverfügbarkeit kommen. 
Die Fortpflanzungszeit ist nicht saisonal gebunden, sondern ist von der Nahrungsverfügbarkeit beeinflusst. Nester werden das ganze Jahr über gefunden. Das Nest wird in einem Baum oder Strauch gebaut und gleicht in seiner losen Bauform dem der meisten anderen Taubenvögel. Das Gelege besteht aus einem Ei. Bei in menschlicher Obhut gepflegten Antillentaube hat man mehrfach eine Brutzeit von 13 Tagen beobachtet. Dies ist eine für Amerikanische Feldtauben ungewöhnlich kurze Brutzeit. Züchter dieser Art haben aber auch schon auf Brutzeiten von 17 bis 18 Tagen hingewiesen. Die Jungvögel sind nach 21 bis 23 Tagen flügge. 

## Haltung in menschlicher Obhut
Die Antillentaube wurde erstmals 1868 im Zoo von London gezeigt. Dort erfolgte auch die Erstzucht im Jahre 1876. In Deutschland wurde die Antillentaube zu Beginn der 1980er Jahre von mehreren Züchtern gepflegt. Die Vögel kamen aus den Niederlanden, wo man sie sehr erfolgreich nachzüchtete. Die Art gilt als schreckhaft und benötigt für eine artgerechte Haltung eine sehr große, gut bepflanzte Voliere.

## Belege

### Weblink
- Patagioenas squamosa in der Roten Liste gefährdeter Arten der IUCN 2013.1. Eingestellt von: BirdLife International, 2012. Abgerufen am 12. Oktober 2013.